# توماس ستانلي (إيرل ديربي الأول)
توماس ستانلي، إيرل ديربي الأول (بالإنجليزية: Thomas Stanley, 1st Earl of Derby)‏ كان رجلاً إنجليزياً نبيلاً وأيضاً الابن الأكبر لتوماس ستانلي، بارون ستانلي الأول. تزوج من مارغريت بوفورت وبزواجه هذا أصبح زوجاً لأم هنري السابع .